# David Pfister

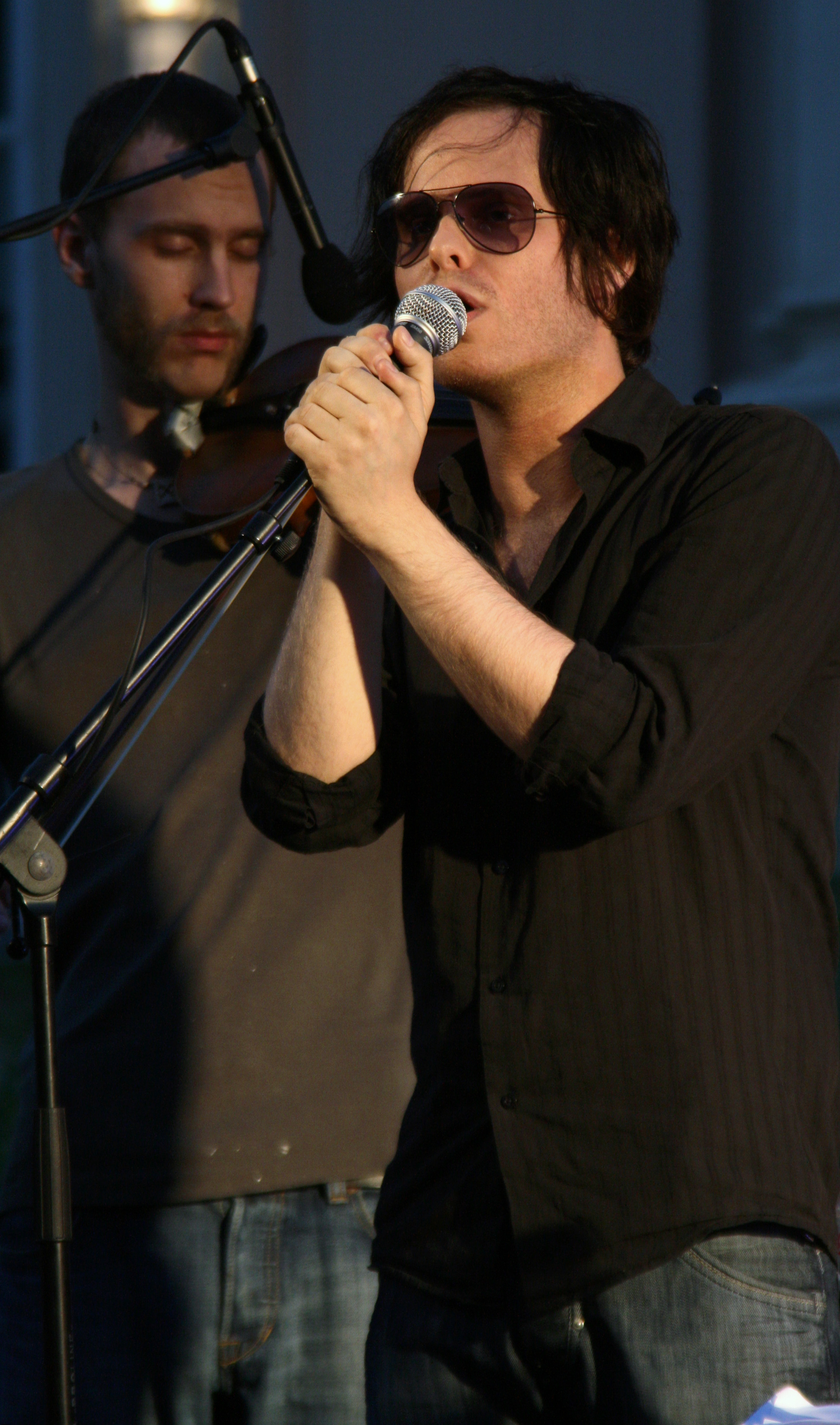
David Pfister

David Pfister ist ein österreichischer Radiomoderator, Journalist, Autor, Musiker und DJ.

## Leben
David Pfister arbeitet seit dem Jahr 1998 beim österreichischen Radiosender FM4. Er moderierte und produzierte dort verschiedene Sendungen wie Connected, Update, Homebase, Festivalradio oder Supersonnig. Mit der Kunstfigur Luna Luce alias Natalie Brunner moderierte er die ironisch-anarchische Society-Show Luna Park. Außerdem gestaltet er Radiobeiträge, führt Interviews und schreibt Kolumnen auf der FM4-Website sowie für Musikmagazine. Pfister ist für sein Bemühen um popmusikalische Randbereiche wie Noise, Industrial oder Krautrock bekannt, publiziert aber auch in den Bereichen Literatur und Religion. Mit Eva Deutsch schreibt und produziert er die satirische Radio-Hörspielreihe Sonja & Bernd. Pfister und Deutsch schrieben 2015 das humoristische Buch Sonja & Bernd in Thailand, welches vom Karikaturisten Gerhard Haderer illustriert wurde.
Außerdem betätigte er sich als DJ. Mit Robert Zikmund betrieb er die Wiener Clubabende Club Nihil und Club Kajal.
Seit 2003 veranstaltet er mit Fritz Ostermayer, Christian Fuchs und Robert Zikmund zudem Lesungen in Österreich und Deutschland. Die so genannte Neigungsgruppe Sex, Gewalt und Gute Laune trägt Texte aus der Popkultur bis zu esoterischen Werken auf meist satirische Art vor. 2007 veröffentlichte diese bei Trikont/Trost in Deutschland und in Österreich das Album Good Night Vienna, eine Sammlung exzentrischer Wienerlieder. 2009 folgte die Platte Wellen Der Angst und 2012 Loss Mas Bleibm. Die „Neigungsgruppe“ löste sich 2013 auf. 2015 wurde er dann wieder mit Christian Fuchs mit dem Projekt Die Buben im Pelz aktiv und veröffentlichte die gleichnamige Debütplatte (Konkord).
2004 gründete Pfister mit Clemens Haipl die Band Heirstyle, die im Genre Electro Wave anzusiedeln sind und bisher zwei Alben und zwei Singles veröffentlicht haben.
Mit Ashley Dayour ist Pfister darüber hinaus mit dem Projekt The Devil & The Universe aktiv sowie mit Dr. Nachtstrom in der Formation Black Manna.
Außerdem arbeitet er noch mit Paul Raal, den Performance-Gruppen Solar White Manna, Paluch Y, Danijel Zambo,  Superpunk, Sir Tralala und der Künstlerin Erynnia  zusammen.